# Van Westerholt

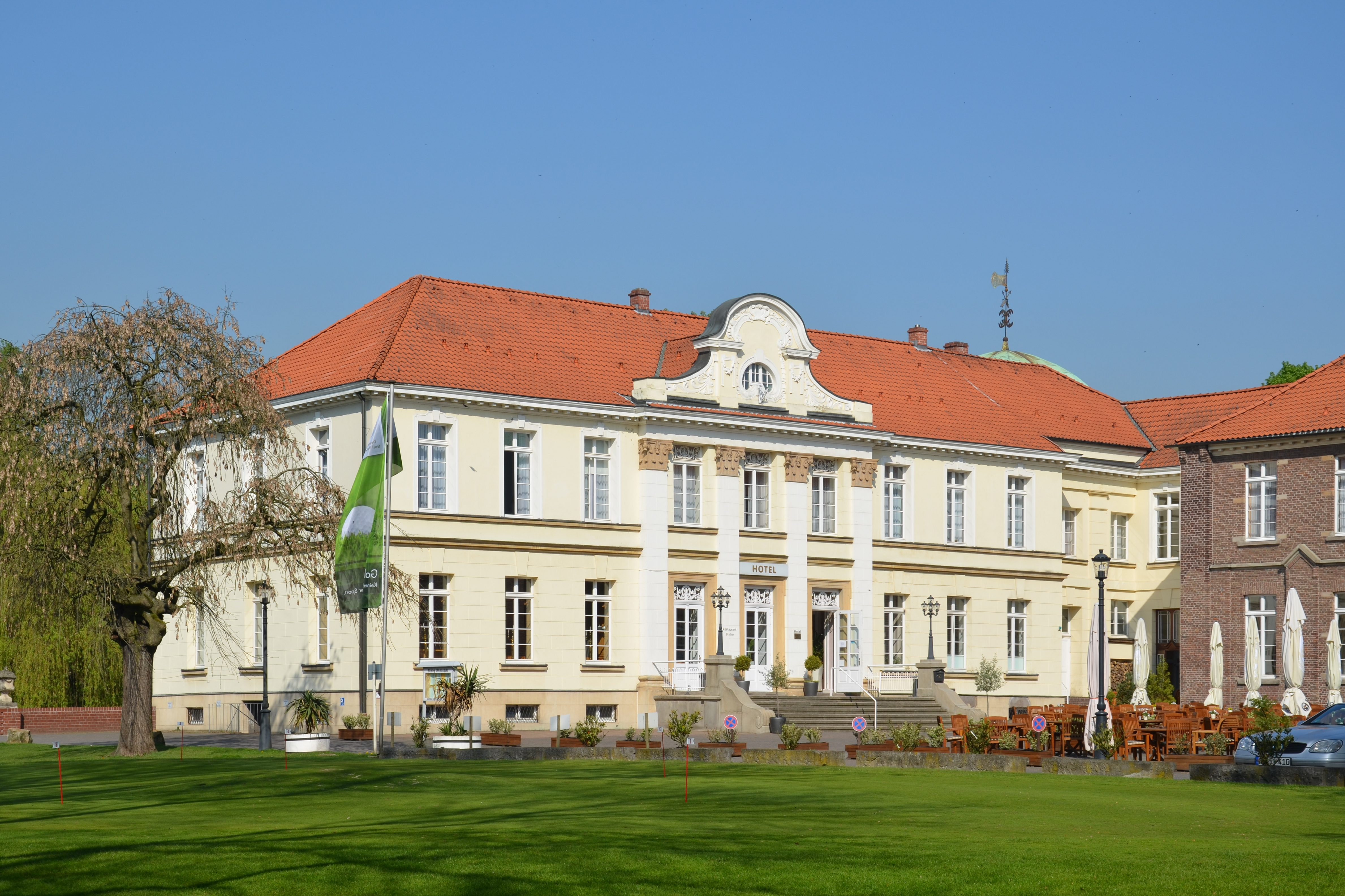
Slot Westerholt, gelegen te Westerholt, in Noordrijn-Westfalen

Van Westerholt is een oorspronkelijk uit Westerholt afkomstig geslacht waarvan leden sinds 1814 tot de Nederlandse adel behoren en welke Nederlandse adellijke tak in 1981 uitstierf.

## Geschiedenis

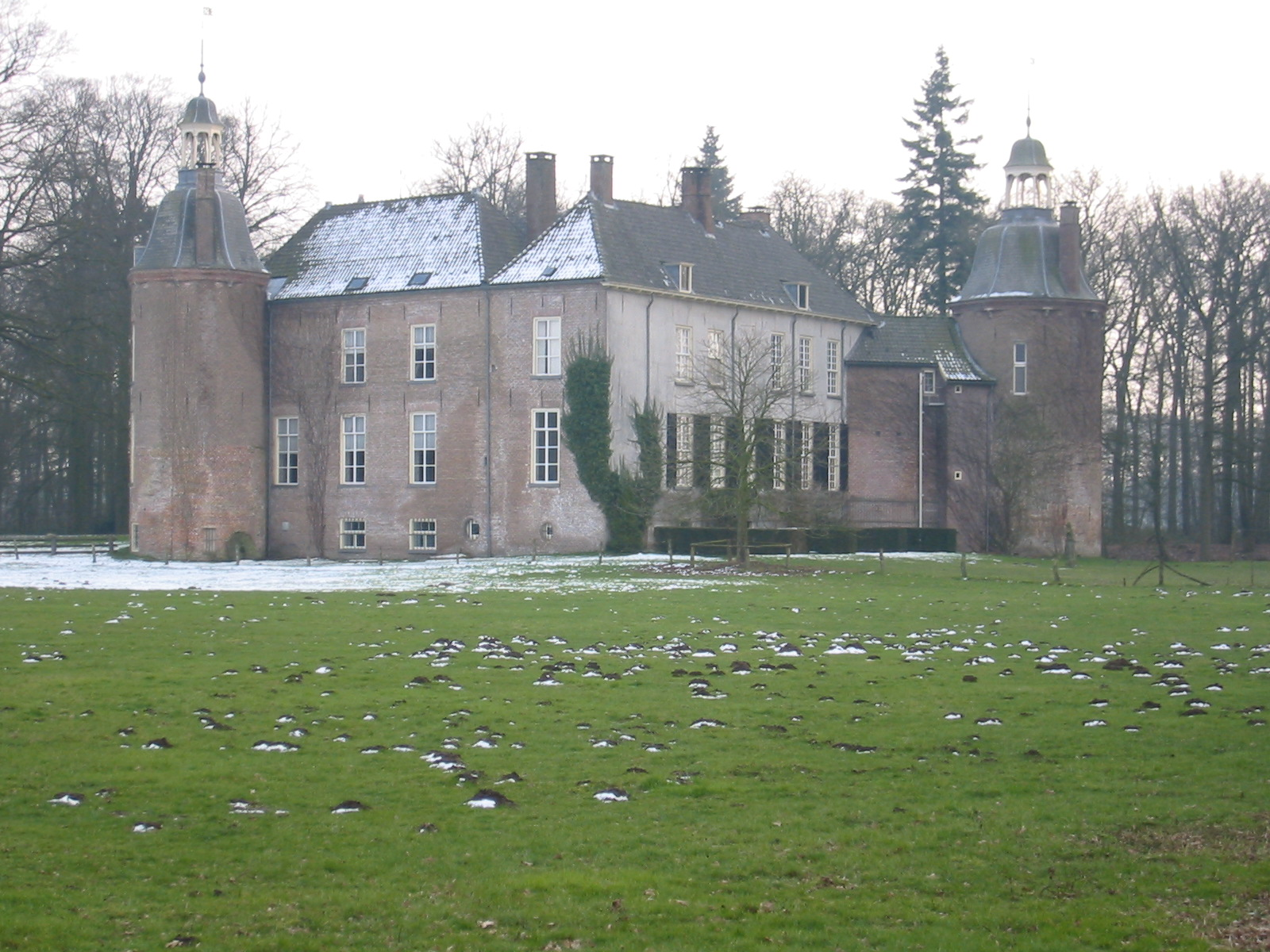
Kasteel Hackfort te Vorden

De stamreeks begint met Reyner von Westerholt, richter en burgemeester van Recklinghausen 1298 en 1300, die nog in 1307 wordt vermeld, bewoner van het slot Westerholt dat nog steeds familiebezit is (Duitse familie Von Westerholt und Gysenberg). Begin 16e eeuw trouwden enkele leden met vrouwen uit de Nederlanden en nageslacht vestigde zich daar. Nazaat Hendrik van Westerholt, heer van Entinge te Dwingeloo (†1570), schout van Zutphen, trouwde in 1565 met Agnes van Raesfelt tot Empt, vrouwe van Hackfort, Baak en Heraen, dochter van Goossen en Jacoba van Hacfort, vrouwe van Hackfort, Baak en Heraen; door dit huwelijk kwam kasteel Hackfort in de familie waarin het tot de laatste telg in 1981 zou blijven.
Een nazaat was Bernhard von Westerholt († 1554) die trouwde met Berta von Lembeck, erfdochter van Lembeck; van hen stamt af een uitgestorven tak in Duitsland, waaruit via vrouwelijke lijn stamt de in Duitsland nog bloeiende grafelijke familie Von Westerholt und Gysenberg.
Bij Souverein Besluit van 28 augustus 1814 werd Borchard Frederik Willem van Westerholt tot Hackfort benoemd in de Ridderschap van Gelderland. Bij KB van 28 maart 1815 gebeurde hetzelfde voor Rijnhard Borchard Willem van Westerholt. Bij KB van 19 februari 1820 werd voor alle leden van het geslacht Van Westerholt erkend de hun competerende titel van baron. In 1981 stierf het Nederlandse adellijke geslacht uit.

## Enkele telgen
Hendrik van Westerholt, heer van Entinge (†1570), schout van Zutphen; trouwde in 1565 met Agnes van Raesfelt tot Empt, vrouwe van Hackfort, Baak en Heraen
- Borchard van Westerholt, heer van Hackfort, Entinge (1611), Baak en Empt (†1631), schout van Zutphen
  - Hendrik van Westerholt, heer van Hackfort en Peursum (1590-1658)
    - Borchard Willem van Westerholt, heer van Hackfort, Scherpenzeel en Peursum (1615-1675), in de ridderschap
      - Hendrik Wihem van Westerholt, heer van Hackfort en Scherpenzeel en van Baar en Lathum (†1721), in de Ridderschap van Zutphen, schout van Zutphen
        - Johan Frederik van Westerholt, heer van Hackfort, Scherpenzeel, Peursum, Baar en Lathum (1697-1751), in de ridderschap
          - Frederik Borchard Lodewijk van Westerholt, heer van Hackfort (1726-1775), in de ridderschap
            - Borchard Frederik Willem baron van Westerholt, heer van Hackfort,  Scherpenzeel, Peursum en Ter Heyll(1766-1852), burgemeester van Zutphen, trouwde 1793 Catharina Coenradina Christina barones Sloet, vrouwe van Ter Heyll (1777-1849)
              - Borchard Frederik Lodewijk baron van Westerholt, heer van Hackfort (1794-1863)
              - Arend baron van Westerholt, heer van Hackfort (1795-1878)

            - Alexander Jan Augustus baron van Westerholt (1772-1838), adjunct-maire van Den Helder
              - Adriaan Jan Alexander baron van Westerholt (1828-1878)
                - Albertina Johanna barones van Westerholt (1861-1939); trouwde in 1884 met Eberhard Clamor Wilhelm Karl Georg Eduard Julius Freiherr von dem Bussche-Hünnefeld, heer van Flessenow (1844-1926)
                - Borchard Frederik Willem baron van Westerholt, heer van Hackfort (1863-1934), wethouder van Vorden; trouwde in 1893 met Clara Constance barones Sloet van Marxveld (1868-1940)
                  - mr. Arend baron van Westerholt (1898-1970), lid gemeenteraad van Vorden, heemraad van het waterschap Baaksche Beek
                  - Johanna Alexandrina Frédérique Carolina barones van Westerholt van Hackfort (1901-1981), laatste bewoner van kasteel Hackfort en laatste telg van het adellijke geslacht

                - Carel Frederik baron van Westerholt (1864-1920), wethouder van Warnsveld; trouwde in 1893 met Ettine Caroline Thoden van Velzen (1871-1898), lid van de familie Thoden van Velzen
                  - mr. Adriaan Jan Alexander baron van Westerholt (1894-1972), advocaat en procureur, laatste mannelijke telg van het geslacht